# مارسلو رامیرو کاموچو
مارسلو رامیرو کاموچو (به پرتغالی: Marcelo Ramiro Camacho) هافبک اهل برزیل است که در شهر ریودو ژانیرو و در تاریخ ۲۴ مارس ۱۹۸۰ به دنیا آمده‌است.
مارسلو رامیرو کاموچو در تیم‌های فوتبال Grêmio سابقهٔ حضور دارد.